# Lliures i Iguals (Itàlia)
Lliures i Iguals (en italià: Liberi e Uguali, LeU) va ser una coalició d'esquerres i grup parlamentari italià. Es va crear al 2017 com una federació dels partits Esquerra Italiana, Article U i Possible. Els tres partits fundadors van abandonar l'aliança a finals del 2018, però va continuar existint al Parlament. Després de la crisi del govern italià de 2021, LeU va tenir un sol ministre, Roberto Speranza, al govern d'unitat nacional del primer ministre Mario Draghi.

## Història
Des de les primàries del Partit Democràtic de 2013, en què el centrista Matteo Renzi va ser escollit Secretari, el partit es va veure esquinçat per una lluita interna entre la facció de Renzi, formada per centristes, liberals i socioliberals, i les faccions progressistes que eren molt crítiques amb el seu govern i proposta de reforma constitucional, que finalment va ser revocada en un referèndum al desembre de 2016.
Durant el seu mandat, el partit va patir nombroses escissions: Futur per l'Esquerra, que esdevindria l'Esquerra Italiana, Article U i Possible, entre d'altres. Els líders dels nous partits, Nicola Fratoianni, Roberto Speranza i Giuseppe Civati, respectivament, van mantenir converses per a una possible aliança com a alternativa al PD i al M5S.
El 3 de desembre de 2017, es va presentar a Roma la coalició Lliures i Iguals. Pietro Grasso, president del Senat i antic fiscal antimàfia, va ser nomenat líder i candidat a primer ministre a les eleccions generals de 2018. A principis d'any s'hi van incorporar els Verds de Tirol del Sud i el Partit Socialista Sicilià.
Al març, LeU va obtenir el 3,4% dels vots a les eleccions generals, molt per sota de les expectatives i les enquestes d'opinió, guanyant 14 diputats i 4 senadors. Al maig, els partits fundadors van acordar la transformació de la coalició en un sol partit amb una estructura única i un sistema de votació intern. Tanmateix, al juny la nova líder de Possible, Beatrice Brignone, va anunciar la retirada del partit de la coalició. Durant l'estiu van esclatar més conflictes interns entre els dos partits restants, especialment sobre les afiliacions polítiques per a les properes eleccions al Parlament Europeu del 2019 i la possible aliança amb el PD. Entre octubre i desembre, es van retirar definitivament Esquerra Italiana i Article U.
Al gener de 2019, Esquerra Italiana va tornar a LeU unint forces amb membres individuals encapçalats per Francesco Laforgia i el diputat Luca Pastorino, dissidents d'Article U i Possible, que havien format una associació anomenada #Per i molts (Per a molts), que després es va transformar en el partit ÈViva. A partir d'aquesta col·laboració i amb la perspectiva de superar Lliures i Iguals, l'Esquerra Italiana, ÈViva i d'altres forces d'esquerres van generar L'Esquerra per a participar de les eleccions europees de 2019.
L'any 2019, Lliures i Iguals, que es mantenia com a grup parlamentari, va participar en el segon gabinet de Giuseppe Conte, que nomenaria a Roberto Speranza Ministre de Salut. Després de la dimissió de Conte el gener de 2021 i la crisi de govern resultant, LeU es va unir al nou gabinet d'unitat nacional de Mario Draghi, amb Speranza mantenint el seu paper ministerial. Així però, el suport a Draghi va provocar noves tensions entre els socis, ja que l'Esquerra Italiana hi va votar en contra i s'oposava, mentre que Article U hi donava ple suport en un continu apropament al PD.
Per a les eleccions legislatives de 2022 els membres fundadors van finalitzar la seva col·laboració. L'Esquerra Italiana i Possible, així com els antics socis dels Verds de Tirol del Sud, s'integrarien en la nova Aliança Verds i Esquerra, mentre que Article U aniria dins de les llistes del PD, on es reintegraria definitivament al 2023.

## Composició

### Partits membres
La relació de diputats i senadors és a partir dels resultats de les eleccions de 2018, sense tenir en compte posteriors canvis. La coalició va obtenir de manera conjunta 14 diputats (7 del MDP, 3 de SI, 1 de Poss, i 3 independents) i 4 senadors (2 del MDP, 1 de SI, i 1 independent). A finals de la legislatura, el grup parlamentari estava format per 10 diputats (7 diputats d'A1, 1 de SI, 1 d'èViva i 1 de PeC) i 2 senadors (1 d'A1 i 1 d'èViva).
| Partit | Partit                     | Ideologia             | Líder              | Etapa               | Diputats | Senadors |
| ------ | -------------------------- | --------------------- | ------------------ | ------------------- | -------- | -------- |
|        | Article U (MDP)            | Socialdemocràcia      | Roberto Speranza   | 2017-2018           | 7 / 14   | 2 / 4    |
|        | Esquerra Italiana (SI)     | Socialisme democràtic | Nicola Fratoianni  | 2017-2018 2019-2022 | 3 / 14   | 1 / 4    |
|        | Possible (Pos)             | Progressisme          | Giuseppe Civati    | 2017-2018           | 1 / 14   | 0 / 4    |
|        | Independents               |                       |                    |                     | 3 / 14   | 1 / 4    |
|        | ÈViva                      | Ecosocialisme         | Francesco Laforgia | 2019-2022           |          |          |
|        | Pàtria i Constitució (PeC) | Sobiranisme           | Esteve Fassina     | 2018-2022           |          |          |

### Partits socis
| Partit | Partit                          | Ideologia             | Líders                      |
| ------ | ------------------------------- | --------------------- | --------------------------- |
|        | Verds de Tirol del Sud (VGV)    | Ecologisme            | Brigitte Foppa i Hans Heiss |
|        | Partit Socialista Sicilià (PSS) | Socialisme democràtic | Antonio Matasso             |

## Resultats electorals

### Parlament Italià
| Any  | Líder         | Cambra dels Diputats | Cambra dels Diputats | Cambra dels Diputats | Cambra dels Diputats | Senat de la República | Senat de la República | Senat de la República | Senat de la República |
| Any  | Líder         | Vots                 | %                    | Escons               | Pos.                 | Vots                  | %                     | Escons                | Pos.                  |
| ---- | ------------- | -------------------- | -------------------- | -------------------- | -------------------- | --------------------- | --------------------- | --------------------- | --------------------- |
| 2018 | Pietro Grasso | 1,114,799            | 3.39                 | 14 / 630             | 6è                   | 991,159               | 3.28                  | 4 / 315               | 6è                    |